# Isla Willingdon
Willingdon (en malayalam:  വെല്ലിങ്ങ്‌ടൺ ഐലൻ) es una isla artificial, que forma parte de la ciudad de Kochi, en el estado de Kerala, al sur de la India. Gran parte de la actual isla de Willingdon fue ganada al mar a partir del Lago de Kochi, llenándolo con el dragado del suelo alrededor de una isla natural y diminuta que existía anteriormente. La isla Willingdon es significativa por ser el sitio donde se localiza el puerto de Kochi, así como la Base Naval de Kochi (el Comando Naval del Sur) del Instituto Central de Tecnología Pesquera de la India una unidad constitutiva del Consejo Indio de Investigación Agrícola. 
La isla también alberga otros establecimientos asociados con el puerto, como la Oficina del Fideicomiso Portuario de Kochi (que controla el puerto de Kochi), la Oficina de Aduanas, el Departamento de Marina Mercante y más de dos docenas de oficinas de exportación e importación, almacenes, algunos hoteles y centros comerciales. El Museo del Patrimonio Marítimo del Puerto de Cochin se encuentra en la isla.